# Nino Manfredi
Saturnino Manfredi, detto Nino (Castro dei Volsci, 22 marzo 1921 – Roma, 4 giugno 2004), è stato un attore, regista, sceneggiatore, comico e cantautore italiano.
Tra i più importanti e apprezzati attori del cinema italiano del Novecento, nel corso della sua lunga carriera ha alternato ruoli comici e drammatici, ottenendo numerosi riconoscimenti, tra cui cinque premi David di Donatello e cinque premi Nastri d'Argento. È considerato, inoltre, uno dei principali esponenti della romanità cinematografica e fra i più grandi interpreti della commedia all'italiana con Alberto Sordi, Ugo Tognazzi e Vittorio Gassman, un quartetto al quale è generalmente accostato anche Marcello Mastroianni. 
Attore di formazione teatrale, agli inizi della carriera Manfredi si è cimentato nella radio, nel teatro, nel doppiaggio prima di raggiungere il successo come attore a partire dagli anni '60, rivestendo un ruolo di primo piano come sceneggiatore di molti dei suoi film, oltre che come regista.
Uno degli elementi peculiari della sua carriera di attore è stata l'osservazione della società italiana a partire dal secondo Dopoguerra, attraverso opere rientrante nel genere della commedia, spesso amara, in cui ha affrontato temi come l'emigrazione, la povertà, la rivalsa sociale.

## Biografia

### Gioventù
Nato a Castro dei Volsci, un comune della Valle del Sacco (all'epoca in provincia di Roma, attualmente in provincia di Frosinone), il 22 marzo del 1921 da una famiglia di origine contadina, figlio di Romeo Manfredi ed Antonina Perfili, crebbe sin dall'infanzia a Roma nel quartiere di San Giovanni, dove il padre raggiunse il grado di maresciallo. Dopo le scuole medie, si iscrisse come semiconvittore al Collegio Santa Maria, da dove però scappò varie volte, finché fu costretto a proseguire gli studi da privatista. Nel 1937 si ammalò gravemente di tubercolosi e restò a lungo in sanatorio. Qui imparò a suonare un banjo da lui stesso costruito ed entrò nel complessino a plettro dell'ospedale. Dopo un'esibizione, avvenuta nello stesso sanatorio, della compagnia teatrale di Vittorio De Sica, iniziò ad appassionarsi alla recitazione.

### Esordi

#### Teatro

Nella compagnia del teatro comico musicale di Roma (1952): in piedi (da sinistra) Manfredi, Renato Turi, Elio Pandolfi, Silvio Noto, Clely Fiamma, Italo Carelli, Carlo Giuffré, seduti Deddi Savagnone, Wanda Tettoni, Silvio Gigli, Antonella Steni e Giusi Raspani Dandolo

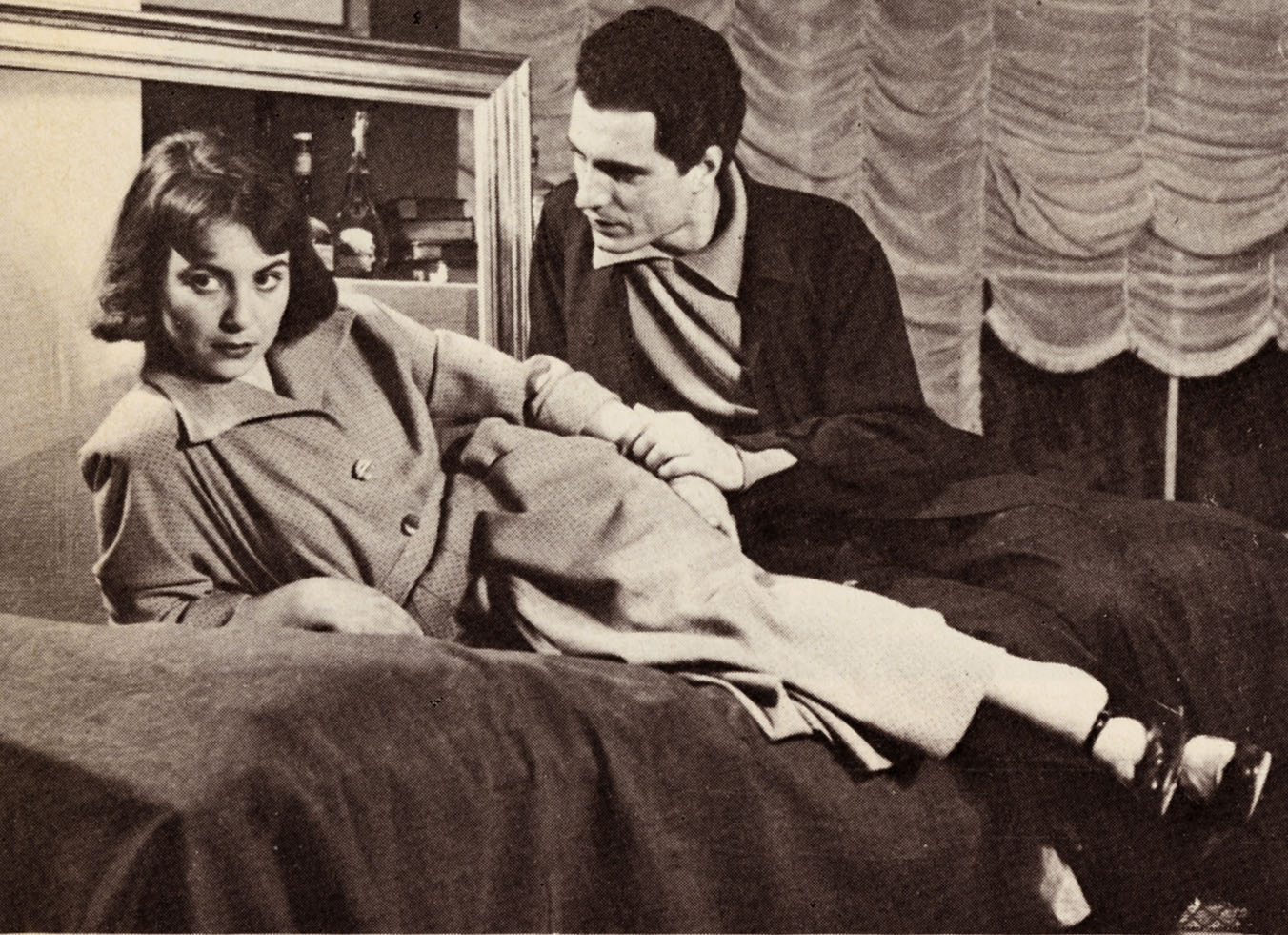
Fulvia Mammi e Nino Manfredi in teatro 1947

Per accontentare la famiglia nell'ottobre del 1941 si iscrisse alla facoltà di giurisprudenza, ma già nello stesso anno dimostrò interesse e una propensione per il palcoscenico, esordendo come presentatore e attore nel teatrino della parrocchia della Natività, in via Gallia. Dopo l'8 settembre 1943, per evitare l'arruolamento, si rifugiò per un anno con il fratello in montagna, sopra Cassino; rientrato a Roma nel 1944 riprese gli studi universitari e, contemporaneamente, si iscrisse all'Accademia nazionale d'arte drammatica.
Si laureò in giurisprudenza nell'ottobre del 1945 con una tesi in diritto penale sulla legittima difesa con voti 92 su 110, ma non eserciterà mai la professione, e nel giugno del 1947 si diplomò all'accademia; nell'autunno dello stesso anno fece i suoi esordi al Teatro Piccolo di Roma, sotto la direzione del suo maestro Orazio Costa, nella compagnia Maltagliati-Gassman, affiancato da Tino Buazzelli, recitando in testi perlopiù drammatici, in molti casi allestiti in prima assoluta per l'Italia, come Liliom di Ferenc Molnár, L'aquila a due teste di Jean Cocteau, Casa Monestier di Denis Amiel, Erano tutti miei figli di Arthur Miller e Scontro nella notte di Eugene O'Neill.
Nella stagione 1948-1949 recitò al Piccolo Teatro di Milano, sotto la regia di Giorgio Strehler, nei drammi shakespeariani Romeo e Giulietta, La tempesta e Riccardo II, insieme a grandi attori di prosa come Giorgio De Lullo, Edda Albertini e Lilla Brignone. Nella stagione 1952-1953 collaborò col grande drammaturgo Eduardo De Filippo, portando in scena al Teatro Eliseo di Roma tre suoi atti unici, Amicizia, I morti non fanno paura e Il successo del giorno, recitandoli insieme a Paolo Panelli e Bice Valori.
Abbandonata la prosa, a partire dal 1951, insieme ai suoi compagni di studio Paolo Ferrari e Gianni Bonagura, formò un terzetto che si esibì con successo dapprima nei varietà radiofonici e quindi in molti spettacoli del teatro di rivista e della commedia musicale, a partire dalla stagione 1953-1954 con Tre per tre... Nava di Marcello Marchesi, insieme alle sorelle Nava, quindi nella stagione 1954-1955 con Festival di Age, Scarpelli, Marcello Marchesi, Dino Verde e Orio Vergani, e infine nella stagione 1956-1957 con Gli italiani sono fatti così di Vittorio Metz, Marcello Marchesi e Dino Verde, insieme alla coppia "Billi e Riva" e a Wanda Osiris.
In quegli anni lavorò anche con Corrado. I suoi due più significativi successi sul palcoscenico li ottenne comunque più avanti, nelle commedie musicali Un trapezio per Lisistrata di Garinei e Giovannini (1958), accanto a Delia Scala, e, soprattutto, nel Rugantino sempre di Garinei e Giovannini (1962), insieme ad Aldo Fabrizi e Bice Valori, notevolmente apprezzato anche in tournée negli Stati Uniti d'America.

#### Cinema
Esordì al cinema con un primo film del 1949, Torna a Napoli di Domenico Gambino, proseguendo con altri due film musical-sentimentali in chiave napoletana, Monastero di Santa Chiara di Mario Sequi (1949) e Anema e core di Mario Mattoli (1951), e passando poi alla commedia sentimental-popolare. Nel 1955 partecipò per la prima volta a due film di rilievo, Gli innamorati di Mauro Bolognini e Lo scapolo di Antonio Pietrangeli. Il 14 luglio dello stesso anno sposò l'indossatrice Erminia Ferrari, alla quale sarà legato fino alla morte e dalla quale avrà tre figli: Roberta nel 1956, Luca nel 1958 e Giovanna nel 1961. Altri ruoli cinematografici importanti del periodo furono quello nel film Totò, Peppino e la... malafemmina diretto da Camillo Mastrocinque (1956) e altri ruoli da protagonista nelle commedie Caporale di giornata di Carlo Ludovico Bragaglia e Carmela è una bambola di Gianni Puccini, entrambe del 1958.

#### Televisione
In televisione esordì nel 1956 nello sceneggiato L'Alfiere diretto da Anton Giulio Majano; nel 1959 ottenne un importante successo di pubblico con la sua partecipazione a Canzonissima, con la regia di Antonello Falqui; qui creò la macchietta di "Bastiano, il barista di Ceccano", la cui battuta tormentone Fusse che fusse la vorta bbona (soprattutto come invito all'acquisto del biglietto della lotteria) entrerà nel linguaggio comune. Riuscì persino a convincere l'amico Marcello Mastroianni, notoriamente restio ad apparire in televisione, a esibirsi in una scenetta insieme a lui.

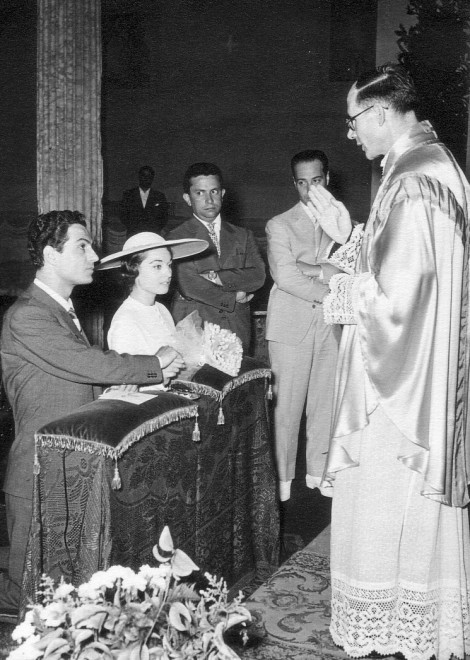
Nino Manfredi ed Erminia Ferrari il giorno del matrimonio. Al centro riconoscibile Paolo Panelli fra i testimoni

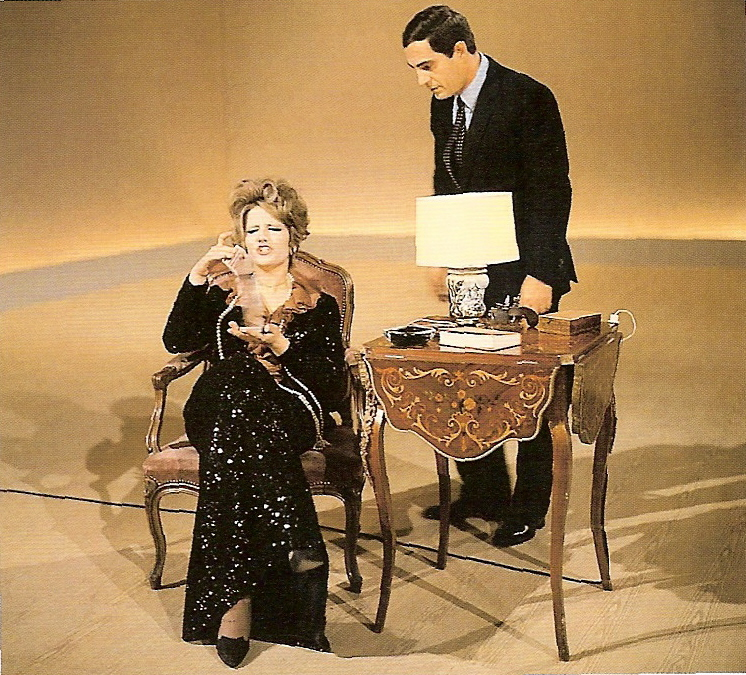
Nino Manfredi con Mina a Studio Uno nel 1965

#### Il doppiaggio
Parallelamente all'attività di attore, si cimentò anche come doppiatore, prestando la propria voce a, tra gli altri, Robert Mitchum in Sette settimane di guai (Johnny Doesn't Live Here Anymore) di Joe May (1944), a Bud Abbott in Africa strilla, a Earl Holliman ne Il pianeta proibito (Forbidden Planet) di Fred M. Wilcox (1956), quindi al francese Gérard Philipe e, tra gli italiani, a Franco Fabrizi ne I vitelloni di Federico Fellini (1953), a Sergio Raimondi in Piccola posta di Steno (1955), ad Antonio Cifariello ne La bella di Roma di Luigi Comencini (1955), a Renato Salvatori ne La domenica della buona gente di Anton Giulio Majano (1953), dove peraltro lui stesso fu doppiato da Corrado Mantoni, e a Marcello Mastroianni in Parigi è sempre Parigi di Luciano Emmer (1951).

### Anni sessanta
Sull'onda del suo successo televisivo in Canzonissima 1959, nello stesso anno fu uno dei protagonisti in Audace colpo dei soliti ignoti di Nanni Loy, sequel del fortunato I soliti ignoti, diretto da Mario Monicelli l'anno precedente. Venne inoltre chiamato a prestare la sua voce, con la cadenza ciociara del "barista di Ceccano", come narratore fuori campo, nel film di Mario Mattoli Totò, Fabrizi e i giovani d'oggi (1960). Sempre dal 1960, a partire dal ruolo da protagonista sostenuto nel film L'impiegato diretto da Gianni Puccini, diventò una delle colonne portanti della commedia all'italiana con importanti ruoli sia comici o brillanti sia drammatici. Nel 1963 prese parte al film La parmigiana di Antonio Pietrangeli. Interpretò Dudù nel film Operazione San Gennaro (1966) per la regia di Dino Risi. Sempre nello stesso anno partecipò al film Io, io, io... e gli altri di Alessandro Blasetti e a Una rosa per tutti di Franco Rossi, commedia dove recita in coppia con Claudia Cardinale.

Interpretò personaggi diversi, come il rappresentante scambiato per gerarca fascista in Gli anni ruggenti (1962), il cittadino distrutto da una burocrazia impietosa in Made in Italy (1965) e il cognato dell'editore Alberto Sordi, disilluso dalla civiltà consumistica e diventato stregone in Africa in Riusciranno i nostri eroi a ritrovare l'amico misteriosamente scomparso in Africa? (1968); nello stesso anno fu protagonista nel film Straziami ma di baci saziami. Nel 1969 lo si ritrovò protagonista della commedia a episodi Vedo nudo e poi nel film Nell'anno del Signore di Luigi Magni con attori del calibro di Alberto Sordi, Ugo Tognazzi e Claudia Cardinale. Il personaggio dell'epigrammista Pasquino, che irride il potere temporale nel periodo risorgimentale, lo reinterpreterà nel 2003 nel film televisivo La notte di Pasquino.

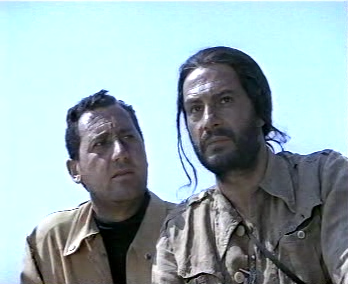
Nino Manfredi e Alberto Sordi in Riusciranno i nostri eroi a ritrovare l'amico misteriosamente scomparso in Africa? di Ettore Scola (1968)

### Anni settanta
Nel 1971 interpretò invece in Trastevere uno squattrinato artista psichedelico, ex agente di polizia della squadra narcotici, lavoro che gli aveva procurato la dipendenza dalla droga. Nel 1972 impersonò Gino Girolimoni, nel film drammatico Girolimoni, il mostro di Roma, diretto da Damiano Damiani.

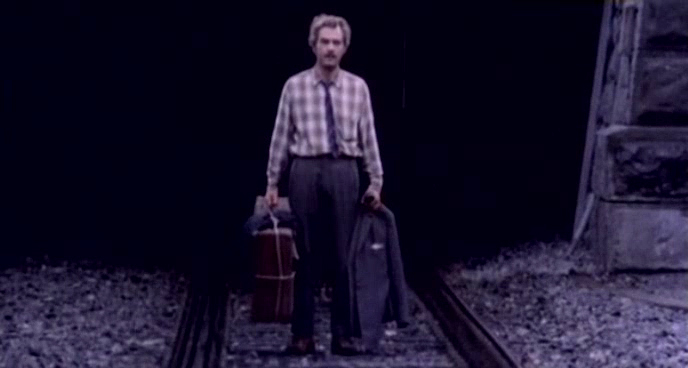
Nino Manfredi in Pane e cioccolata di Franco Brusati (1973)

Nel 1973 interpretò invece l'emigrante italiano in Svizzera in Pane e cioccolata e il portantino d'ospedale idealista in C'eravamo tanto amati; altri ruoli importanti li ebbe in Brutti, sporchi e cattivi del 1976 e tornò a lavorare con il regista Luigi Magni nel 1977 in In nome del Papa Re, in cui interpreta monsignor Colombo da Priverno, giudice del tribunale del Papa, che, in piena crisi di coscienza, si ritrova a dover scegliere tra il potere costituito, il Papa Re appunto, e le nuove istanze di libertà del popolo in rivolta. Poi lo troveremo in Café Express del 1980. Tornerà a lavorare con il regista Luigi Magni in In nome del popolo sovrano nel 1990, dove ricopre il ruolo di Ciceruacchio, un uomo del popolo che combatte e muore per la libertà di Roma dal potere papalino, film che chiude una trilogia, dove i temi sono sempre il prezzo della libertà e il patriottismo, non retorico, ma di ideali, dove si vuole far rivivere, più che solo ricordare, gli uomini e le donne che combatterono per l'Unità d'Italia.
In qualità di attore si aggiudicò cinque Nastri d'argento e cinque David di Donatello.

### Regista cinematografico e teatrale
Nel 1962 esordì anche dietro la macchina da presa con L'avventura di un soldato, un episodio del film L'amore difficile tratto dall'omonima novella di Italo Calvino, una storia che descrive lo sbocciare di un amore tra un soldato e una vedova nello scompartimento di un treno, tutto giocato sul silenzio e sulla mimica. La sua seconda regia fu l'autobiografico lungometraggio Per grazia ricevuta (1971), col quale si aggiudicò la Palma d'oro per la miglior opera prima al Festival di Cannes e un Nastro d'argento per il miglior soggetto; il film, oltre al successo di critica, fu il più visto della stagione. Ne dirigerà un terzo nel 1981, Nudo di donna, ereditandone anche il tema da Alberto Lattuada che lo aveva iniziato, sulla crisi d'identità di un uomo che scopre un'apparente sosia perfetta della moglie, dal carattere allegro e disinibito, mentre la consorte è seria e posata.

Eleonora Giorgi e Manfredi sul set di Nudo di donna (1981), film da lui anche diretto

Sul palcoscenico rientrò alla fine degli anni ottanta da protagonista delle commedie da lui scritte e dirette, Gente di facili costumi (1988) e Viva gli sposi! (1989, originariamente pensato per una trasposizione cinematografica), in seguito portati più volte in tournée anche nel decennio successivo.
La sua prudenza nell'affrontare argomenti religiosi, rappresentando i tormenti intimi dei protagonisti senza risultare eccessivamente provocatorio, attirò le simpatie di tutti (sia cattolici che anticlericali) verso i propri personaggi e gli valse la stima e l'invito di papa Giovanni Paolo II alla rappresentazione in Vaticano di una commedia giovanile scritta dallo stesso Papa. Richiesto il suo parere da parte del pontefice, Manfredi osservò, con una certa riluttanza, che era stato un bene che non avesse proseguito come scrittore teatrale, altrimenti avremmo perso un grande Papa. Il pontefice accolse il commento con grandi risate (dall'intervista televisiva con la moglie di Manfredi Io lo conoscevo bene trasmessa in replica da Raitre il 17 giugno 2007).

### Televisione

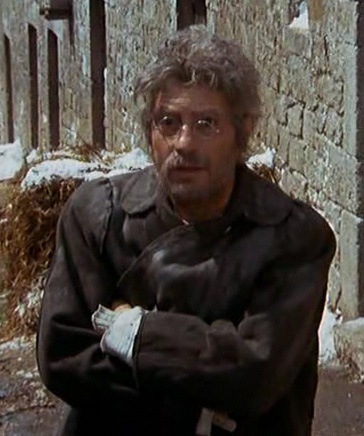
Nino Manfredi impersona Geppetto in Le avventure di Pinocchio di Luigi Comencini (1972)

Sul piccolo schermo fece il suo rientro nel 1972, quando interpretò Geppetto, il padre di Pinocchio nello sceneggiato televisivo Le avventure di Pinocchio di Luigi Comencini, insieme a Ciccio Ingrassia, Franco Franchi e Gina Lollobrigida. Dal 1990 in poi interpretò numerose fiction televisive dirette perlopiù dal genero Alberto Simone e dal figlio Luca; furono sempre personaggi carichi di notevole umanità, come il commissario Franco Amidei di Un commissario a Roma (1993) e, soprattutto, come il brigadiere Saturnino Fogliani nella serie televisiva Linda e il brigadiere (1997-2000), accanto a Claudia Koll nella prima e nella seconda stagione e a Caterina Deregibus nella terza.

### Altre attività in ambito musicale, pubblicitario e politico
Molto attivo alla radio, ospite d'onore in trasmissioni di ogni genere, si è esibito, con successo, anche come cantante: nel 1970 la sua versione del classico brano di Ettore Petrolini Tanto pe' cantà (risalente al 1932) raggiunge le primissime posizioni della hit parade. Più avanti, ottennero successo anche Me pizzica... me mozzica, tratta dal suo film Per grazia ricevuta (1971) e, nello stesso anno, M'è nata all'improvviso 'na canzone, quindi Tarzan lo fa (1978), La pennichella (1980) sigla iniziale di Domenica in edizione 1979/80 condotta da Pippo Baudo, La frittata, cantata come ospite al Festival di Sanremo 1982, e Canzone pulita, eseguita come ospite al Festival di Sanremo 1983 accompagnato da cinquanta bambini. Nello stesso anno cantò la canzone Che bello sta' con te, inserita come colonna sonora (nei titoli di coda) del film Questo e quello di Sergio Corbucci.
Notevole popolarità Manfredi ha trovato anche come testimonial pubblicitario. Esordì nel 1957 con una serie di Caroselli per i Baci Perugina e per le Caramelle Rossana e da allora fu una presenza praticamente fissa del genere. Tra i Caroselli più noti, quelli per la Pizzaiola Locatelli, per la quale, nel 1961, ha interpretato, al fianco di Giovanna Ralli, la serie Ufficio ricerche idee originali televisive, scritta da Garinei e Giovannini, dove i due attori impersonarono due creativi alla ricerca di un'idea pubblicitaria originale, e quello per la Philco, per la quale ha interpretato, tra il 1963 e il 1965, una lunga serie dal titolo L'audace colpo del solito ignoto, che riprese temi e situazioni dei quasi omonimi film di Monicelli e Loy e propose un Manfredi ladro pasticcione e sfortunato.
In questo ambito ottenne il maggiore successo grazie al lungo sodalizio con la Lavazza, per la quale Manfredi fu protagonista dal 1977 al 1993 (diretto prima dal regista Luciano Emmer e dal 1982 dal figlio Luca) accanto alla nonna Nerina Montagnani e poi anche alla colf Gegia, in una lunga serie di popolari spot pubblicitari dove renderà popolari i due noti slogan "Più lo mandi giù e più ti tira su!" e "Il caffè è un piacere, se non è buono che piacere è?". Tra gli ultimi impegni, particolare rilievo assunse l'essere stato scelto, nel 1999, per promuovere, attraverso una serie di spot finanziati dal Ministero del Tesoro, il cambio di moneta dalla lira all'euro. Nel 1999 incise Non lasciare Roma, brano dalla storia bizzarra; inizia a metà anni '70 con Mario Panzeri che la ideò e che a fine anni '80 la sviluppò coinvolgendo Grottoli e Vaschetti, ma rimase poi incompiuta. Nel 1997 Franco Fasano se ne innamorò e la completò affidando l'arrangiamento a Claudio Zitti che la fece ascoltare a Nino Manfredi, il quale la volle immediatamente registrare. La canzone venne pubblicata, infine, il 16 dicembre 2014.
Nel 1982 partecipò (insieme ad altri attori e celebrità romane) alla campagna pubblicitaria del "Progetto Roma Pulita", promosso dal Comune di Roma e dall'assessorato alla Nettezza Urbana e ai giardini.
Nel 1992, in occasione delle elezioni politiche, Manfredi diede per qualche giorno l'impressione di aver accettato una candidatura alla Camera dei deputati con la Lista Marco Pannella. A detta dello stesso Manfredi, anni prima, aveva rifiutato un'offerta simile da parte di Enrico Berlinguer. Pochi giorni dopo, però, vi fu un ripensamento da parte dell'attore, il quale rinunciò in extremis a intraprendere la carriera politica nei Radicali. Nel 1970, insieme a Gianni Bonagura, Manfredi aveva anche inciso un disco di propaganda per il Partito Socialista Italiano.

### Ultimi anni
L'ultimo suo ruolo fu quello di Galapago nel film, uscito postumo in Italia, La fine di un mistero (La luz prodigiosa), diretto da Miguel Hermoso. Manfredi interpretò uno sconosciuto privo di memoria, salvato dalla morte da un pastorello durante la guerra civile spagnola del 1936 e ricoverato per quarant'anni in un manicomio; alla fine, grazie ad alcune ricerche, si scopre la sua identità: quella del poeta Federico García Lorca, che la pellicola immagina sopravvissuto alla fucilazione a opera dei franchisti. Si trattò di un'interpretazione lodata dalla critica: asciutta, scarna ed essenziale, quasi senza parole, fatta soltanto di sguardi fissi, che gli valse il Premio alla carriera intitolato a Pietro Bianchi, conferito dal Sindacato nazionale giornalisti cinematografici.
Il 7 luglio 2003, subito dopo la fine delle riprese, venne colpito da un ictus nella sua casa romana. Le condizioni si presentarono sin da subito gravi e venne trasportato d'urgenza all'ospedale Santo Spirito. A settembre un netto miglioramento gli permise il ritorno a casa, ma a novembre venne colpito da emorragia gastrointestinale ed altre complicazioni renali e polmonari. Ricoverato questa volta presso l'ospedale Nuovo Regina Margherita, non si sarebbe ripreso completamente, trascorrendo sei mesi in una continua alternanza di miglioramenti e peggioramenti, e morì a 83 anni a Roma, il 4 giugno 2004.
La camera ardente fu allestita presso la sala della Protomoteca del Palazzo Senatorio in Campidoglio. Pur essendo ateo dichiarato, ebbe funerali religiosi. Dopo il funerale, celebrato il 7 giugno nella Chiesa degli artisti in piazza del Popolo, alla presenza di circa 2 000 persone tra volti noti della politica e dello spettacolo e gente comune, l'attore venne sepolto al cimitero del Verano di Roma.

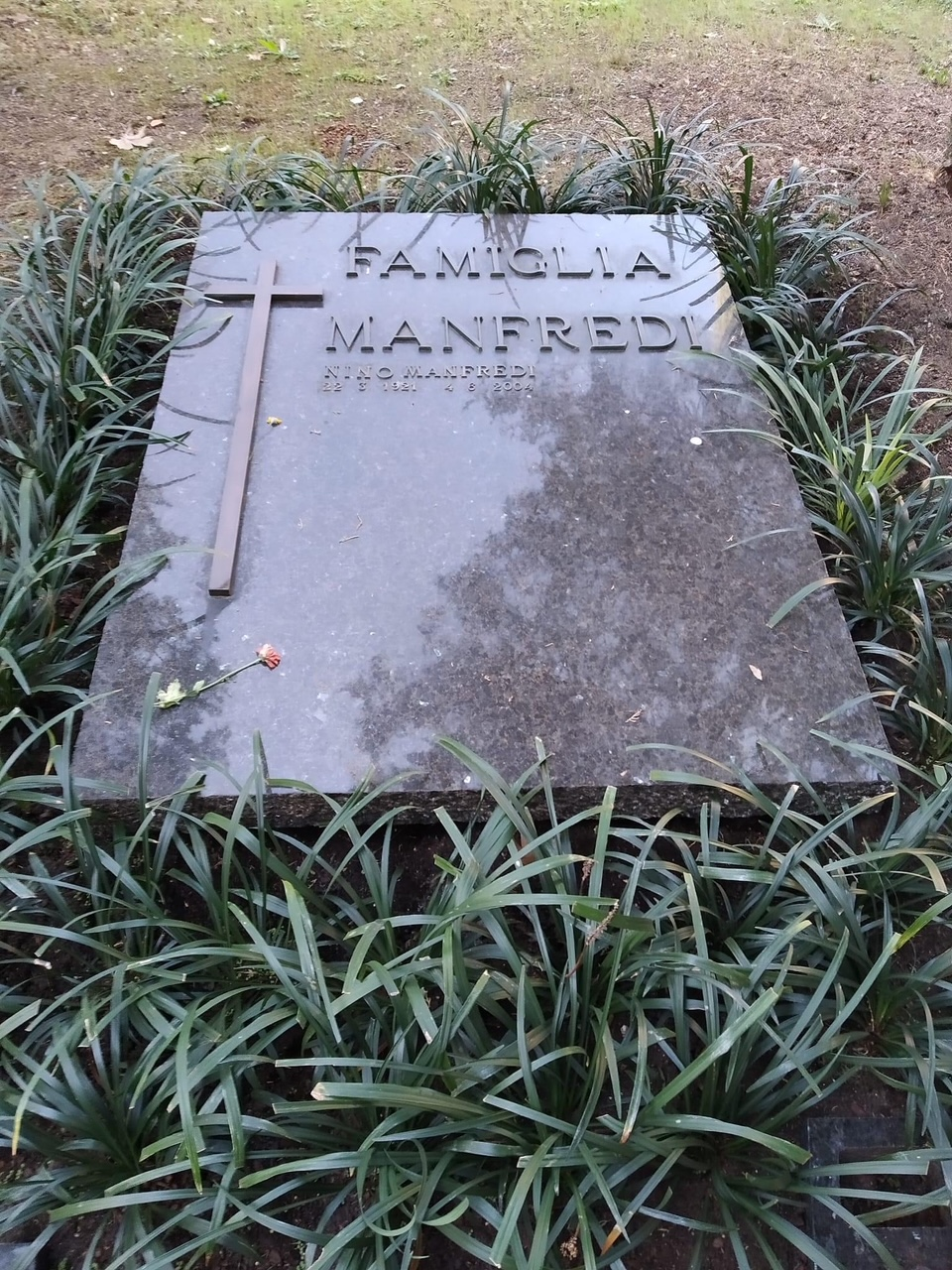
La tomba di Nino Manfredi nel Cimitero del Verano

## Filmografia

### Cinema

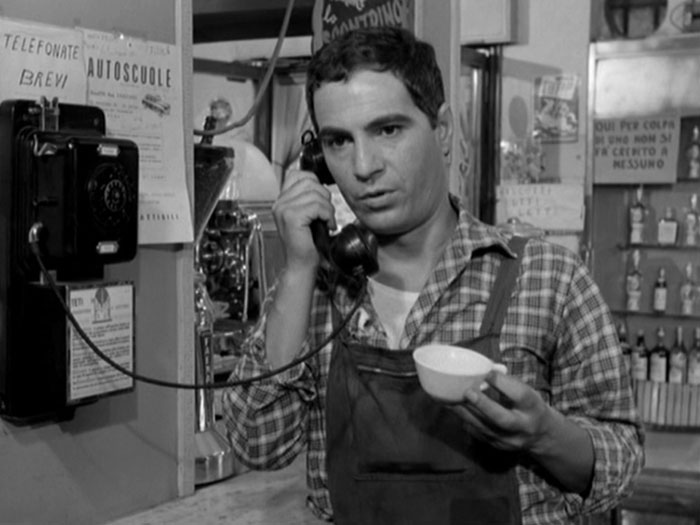
Nino Manfredi nel film Audace colpo dei soliti ignoti (1959)

Nino Manfredi (a destra) con Vittorio Gassman e Alberto Sordi nel film Crimen (1960)

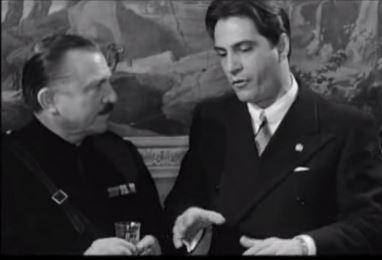
Nino Manfredi con Giuseppe Ianigro ne Gli anni ruggenti (1962)

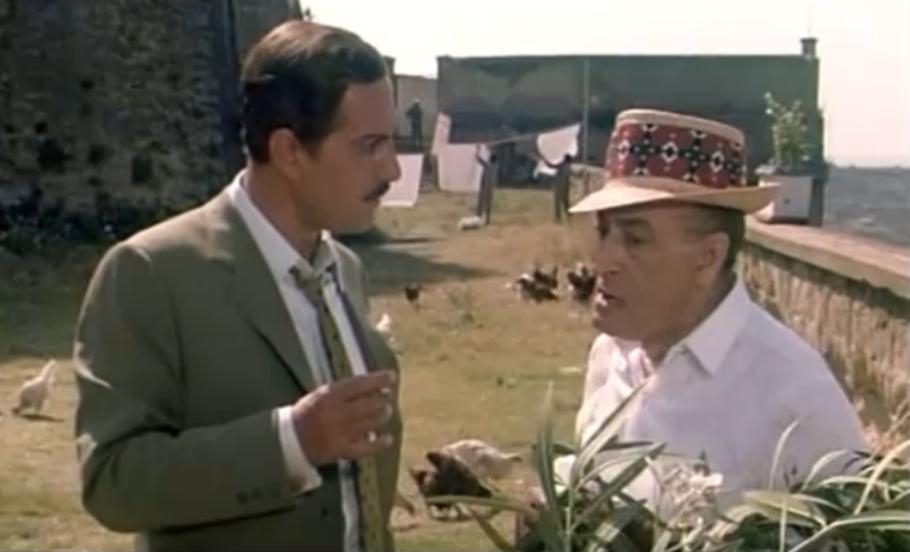
Nino Manfredi con Totò nel film Operazione San Gennaro (1966)

Nino Manfredi in Straziami ma di baci saziami (1968)

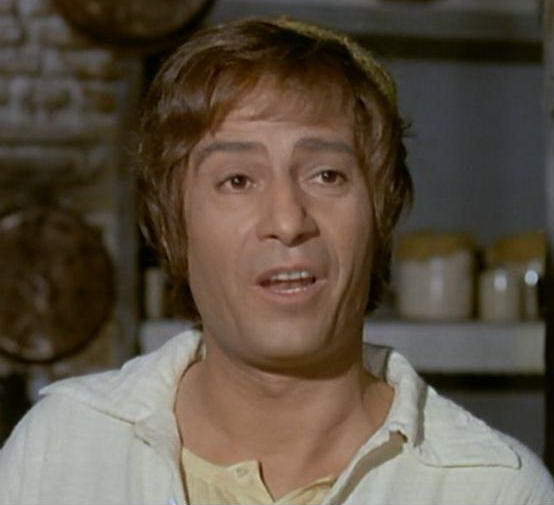
Nino Manfredi nel film Nell'anno del Signore (1969)

Nino Manfredi in Contestazione generale (1970)

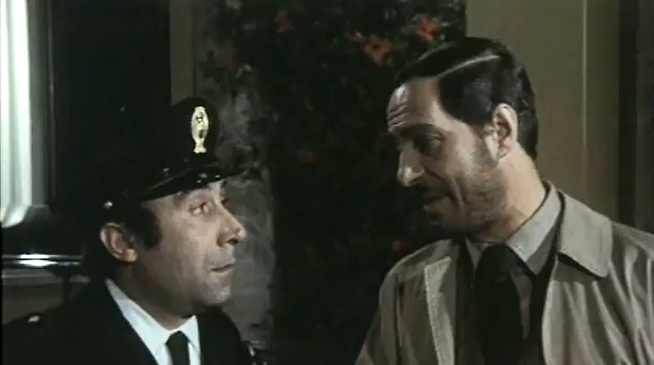
Nino Manfredi con Enzo Cannavale in Roma bene (1971)

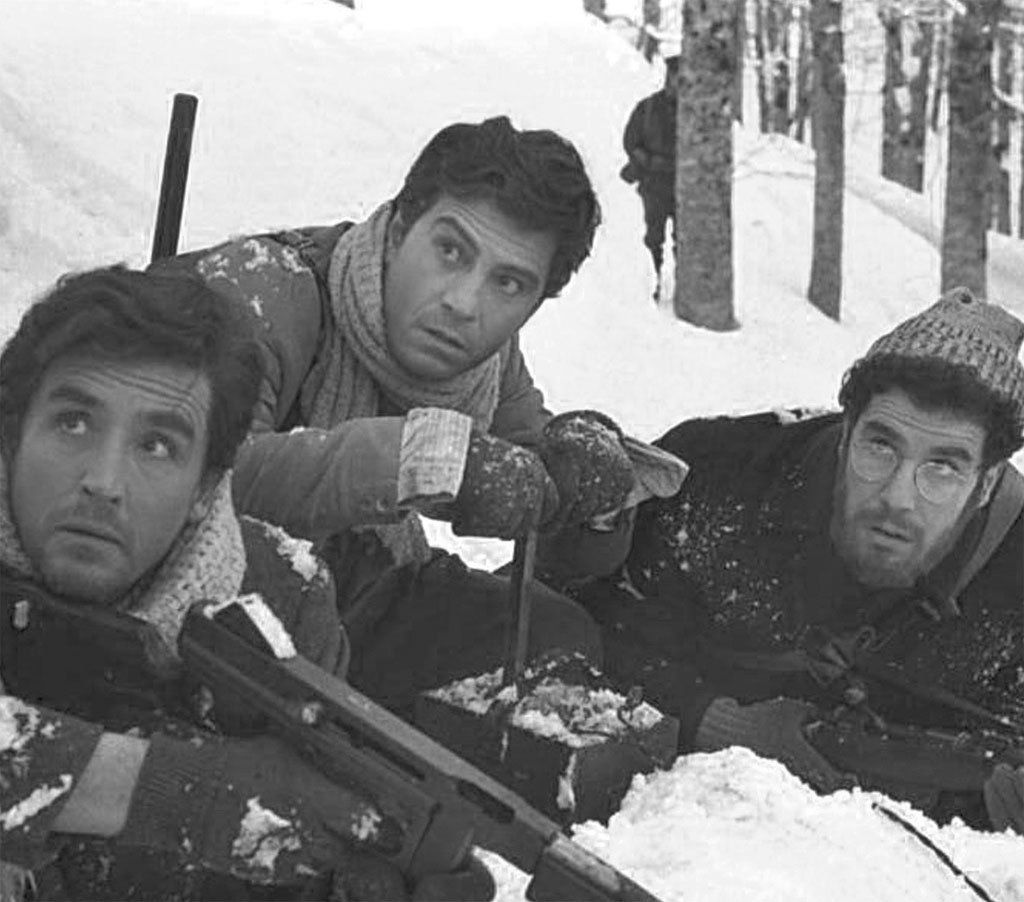
Nino Manfredi (al centro) con Vittorio Gassman e Stefano Satta Flores in un fotogramma di C'eravamo tanto amati (1974)

Nino Manfredi (al centro) con Tano Cimarosa (a sinistra) e Max Delys (a destra) in Pane e cioccolata (1974)

Nino Manfredi interpreta Giacinto Mazzatella in Brutti, sporchi e cattivi (1976)

Nino Manfredi (al centro) con Mario Scaccia e Sergio Graziani nel film Signore e signori, buonanotte (1976)

Nino Manfredi (al centro) nel film La mazzetta (1978)

Nino Manfredi ne Il giocattolo (1979)

Nino Manfredi in una scena di Café Express (1980)

Nino Manfredi in una scena di Testa o croce (1982)

Nino Manfredi nel film I picari (1987)

- Torna a Napoli, regia di Domenico Gambino (1949)
- Monastero di Santa Chiara, regia di Mario Sequi (1949)
- Anema e core, regia di Mario Mattoli (1951)
- Prigioniera della torre di fuoco, regia di Giorgio Walter Chili (1952)
- Viva il cinema!, regia di Giorgio Baldaccini ed Enzo Trapani (1953)
- La domenica della buona gente, regia di Anton Giulio Majano (1953)
- Ho scelto l'amore, regia di Mario Zampi (1953)
- Canzoni, canzoni, canzoni, regia di Domenico Paolella (1953)
- Ridere! Ridere! Ridere!, regia di Edoardo Anton (1954)
- Non scherzare con le donne, regia di Giuseppe Bennati (1955)
- Prigionieri del male, regia di Mario Costa (1955)
- Gli innamorati, regia di Mauro Bolognini (1955)
- Lo scapolo, regia di Antonio Pietrangeli (1955)
- Guardia, guardia scelta, brigadiere e maresciallo, regia di Mauro Bolognini (1956)
- Totò, Peppino e la... malafemmina, regia di Camillo Mastrocinque (1956)
- Tempo di villeggiatura, regia di Antonio Racioppi (1956)
- Susanna tutta panna, regia di Steno (1957)
- Femmine tre volte, regia di Steno (1957)
- Guardia, ladro e cameriera, regia di Steno (1958)
- Camping, regia di Franco Zeffirelli (1958)
- Pezzo, capopezzo e capitano, regia di Wolfgang Staudte (1958)
- Adorabili e bugiarde, regia di Nunzio Malasomma (1958)
- Venezia, la luna e tu, regia di Dino Risi (1958)
- Il bacio del sole (Don Vesuvio), regia di Siro Marcellini (1958)
- Carmela è una bambola, regia di Gianni Puccini (1958)
- Caporale di giornata, regia di Carlo Ludovico Bragaglia (1958)
- I ragazzi dei Parioli, regia di Sergio Corbucci (1959)
- Audace colpo dei soliti ignoti, regia di Nanni Loy (1959)
- L'impiegato, regia di Gianni Puccini (1960)
- Le pillole di Ercole, regia di Luciano Salce (1960)
- Crimen, regia di Mario Camerini (1960)
- Il carabiniere a cavallo, regia di Carlo Lizzani (1961)
- Il giudizio universale, regia di Vittorio De Sica (1961)
- A cavallo della tigre, regia di Luigi Comencini	(1961)
- Gli anni ruggenti, regia di Luigi Zampa (1962)
- I motorizzati, regia di Camillo Mastrocinque (1962)
- L'avventura di un soldato, episodio di L'amore difficile, regia di Nino Manfredi (1962)
- La parmigiana, regia di Antonio Pietrangeli (1963)
- La ballata del boia (El Verdugo), regia di Luis García Berlanga (1963)
- E vissero felici, episodio di I cuori infranti, regia di Gianni Puccini (1963)
- Scandaloso, episodio di Alta infedeltà, regia di Franco Rossi (1964)
- Il gaucho, regia di Dino Risi (1964)
- Cocaina di domenica e Una donna d'affari, episodi di Controsesso, regia di Franco Rossi e Renato Castellani (1964)
- La telefonata, episodio di Le bambole, regia di Dino Risi (1965)
- Questa volta parliamo di uomini, regia di Lina Wertmüller (1965)
- Una giornata decisiva, episodio de I complessi, regia di Dino Risi (1965)
- Il vittimista, episodio di Thrilling, regia di Ettore Scola (1965)
- Io la conoscevo bene, regia di Antonio Pietrangeli (1965)
- Cittadini, Stato e Chiesa, episodio di Made in Italy, regia di Nanni Loy (1965)
- Io, io, io... e gli altri, regia di Alessandro Blasetti (1966)
- Adulterio all'italiana, regia di Pasquale Festa Campanile	(1966)
- Operazione San Gennaro, regia di Dino Risi (1966)
- Una rosa per tutti, regia di Franco Rossi (1967)
- Il padre di famiglia, regia di Nanni Loy (1967)
- Italian Secret Service, regia di Luigi Comencini (1968)
- Straziami ma di baci saziami, regia di Dino Risi (1968)
- Riusciranno i nostri eroi a ritrovare l'amico misteriosamente scomparso in Africa?, regia di Ettore Scola (1968)
- Vedo nudo, regia di Dino Risi (1969)
- Nell'anno del Signore, regia di Luigi Magni (1969)
- Rosolino Paternò, soldato..., regia di Nanni Loy (1970)
- Contestazione generale, regia di Luigi Zampa (1970)
- Per grazia ricevuta, regia di Nino Manfredi (1971)
- Roma bene, regia di Carlo Lizzani	(1971)
- Trastevere, regia di Fausto Tozzi (1971)
- La Betìa ovvero in amore, per ogni gaudenza, ci vuole sofferenza, regia di Gianfranco De Bosio (1971)
- Girolimoni, il mostro di Roma, regia di Damiano Damiani (1972)
- Lo chiameremo Andrea, regia di Vittorio De Sica (1972)
- Le avventure di Pinocchio, regia di Luigi Comencini (1972)
- Pane e cioccolata, regia di Franco Brusati (1973)
- C'eravamo tanto amati, regia di Ettore Scola (1974)
- Attenti al buffone, regia di Alberto Bevilacqua (1975)
- Brutti, sporchi e cattivi, regia di Ettore Scola (1976)
- Signore e signori, buonanotte, regia di Luigi Comencini, Nanni Loy, Luigi Magni, Mario Monicelli ed Ettore Scola (1976)
- Il superiore e L'equivoco, episodi di Basta che non si sappia in giro, regia di Luigi Magni e Luigi Comencini (1976)
- Il cavalluccio svedese, episodio di Quelle strane occasioni, regia di Luigi Magni (1976)
- In nome del Papa Re, regia di Luigi Magni (1977)
- La mazzetta, regia di Sergio Corbucci (1978)
- Il giocattolo, regia di Giuliano Montaldo (1979)
- Cocco mio (Gros calin), regia di Jean-Pierre Rawson (1979)
- Café Express, regia di Nanni Loy (1980)
- Nudo di donna, regia di Nino Manfredi (1981)
- Spaghetti House, regia di Giulio Paradisi	(1982)
- Testa o croce, regia di Nanni Loy (1982)
- Questo e quello, regia di Sergio Corbucci (1983)
- Il tenente dei carabinieri, regia di Maurizio Ponzi (1986)
- Grandi magazzini, regia di Castellano e Pipolo (1986)
- Secondo Ponzio Pilato, regia di Luigi Magni (1987)
- Napoli-Berlino, un taxi nella notte (Helsinki Napoli All Night Long), regia di Mika Kaurismäki (1987)
- I picari, regia di Mario Monicelli (1987)
- In viaggio con Alberto (Alberto Express), regia di Arthur Joffé (1990)
- In nome del popolo sovrano, regia di Luigi Magni (1990)
- Mima, regia di Philomène Esposito (1991)
- Colpo di luna, regia di Alberto Simone (1995)
- L'olandese volante (Der Fliegende Holländer), regia di Jos Stelling (1995)
- Grazie di tutto, regia di Luca Manfredi (1998)
- La carbonara, regia di Luigi Magni (2000)
- Una milanese a Roma, regia di Diego Febbraro (2001)
- Apri gli occhi e... sogna, regia di Rosario Errico (2002)
- La fine di un mistero (La luz prodigiosa), regia di Miguel Hermoso (2003)

### Televisione

Paolo Panelli, Delia Scala e Nino Manfredi in Canzonissima 1959

- Orchestra delle quindici, programma musicale, regia di Romolo Siena (1954)
- Il successo, film TV, regia di Franco Enriquez (1954)
- Giallo in jazz, di Gino Magazù, presentato da Corrado, trasmesso il 3 maggio 1956
- L'Alfiere, miniserie TV, 2 episodi, regia di Anton Giulio Majano (1956)
- Graditi ospiti, film TV, regia di Mario Landi (1958)
- I giocatori, film TV, regia di Silverio Blasi (1958)
- Le avventure di Pinocchio, miniserie TV, 6 episodi, regia di Luigi Comencini (Programma Nazionale, 1972)
- Io Jane, tu Tarzan, miniserie TV, 1 episodio, regia di Enzo Trapani (Rai 1, 1989)
- Julianus barát, serie TV, 3 episodi, regia di Gábor Koltay (1991)
- Un commissario a Roma, serie TV, 10 episodi, regia di Luca Manfredi, Ignazio Agosta e Roberto Giannarelli (Rai 1, 1993)
- Linda e il brigadiere, serie TV, 16 episodi, regia di Alberto Simone e Gianfrancesco Lazotti (Rai 1, 1997-2000)
- Dio ci ha creato gratis, miniserie TV, 2 episodi, regia di Angelo Antonucci (Canale 5, 1998)
- Meglio tardi che mai, film TV, regia di Luca Manfredi (Rai 1, 1999)
- Una storia qualunque, film TV, regia di Alberto Simone (Rai 1, 2000)
- Le ragioni del cuore, miniserie TV, regia di Anna Di Francisca, Luca Manfredi e Alberto Simone (Rai 1, 2002)
- Un difetto di famiglia, film TV, regia di Alberto Simone (Rai 1, 2002)
- Chiaroscuro, serie televisiva, regia di Tomaso Sherman (Rai 2, 2003)
- La notte di Pasquino, film TV, regia di Luigi Magni (Canale 5, 2003)
- Un posto tranquillo, serie televisiva, regia di Luca Manfredi (Rai 1, 2003)

## Teatro

Con Marina Bonfigli a teatro nel 1947

- La famiglia dell'antiquario di Goldoni, regia di Alfredo Zennaro, Teatro Quirino di Roma, 17 aprile 1946.
- Woyzeck di Georg Büchner, regia di Ettore Gaipa, Teatro Eliseo di Roma, 4 luglio 1946.
- Il ventaglio di Carlo Goldoni, regia di Alfredo Zennaro, Teatro Quirino di Roma, 15 aprile 1947.
- Quelli di Stralsund di Fritz Stavenhagen, regia di Ettore Gaipa, Teatro Valle di Roma, 19 giugno 1947.
- L'uomo e il fucile di Sergio Sollima, regia di Luigi Squarzina, 1947.
- Riccardo II di Shakespeare, regia di Giorgio Strehler, Piccolo Teatro di Milano, 23 aprile 1948.
- Giulietta e Romeo, di Shakespeare, regia di Renato Simoni e Giorgio Strehler, prima al Teatro Romano di Verona il 26 luglio 1948.
- Venezia salva di Massimo Bontempelli, regia di Orazio Costa, Gran Teatro La Fenice, Venezia, 25 settembre 1949.
- La leggenda di Liliom, di Ferenc Molnár, regia di Orazio Costa, Piccolo Teatro della Città di Roma, 6 giugno 1950.
- La dodicesima notte di Shakespeare, regia di Orazio Costa, Castello di San Giusto per il Teatro Verdi (Trieste), 29 luglio 1950.
- Le colonne della società di Henrik Ibsen, regia di Orazio Costa, Teatro delle Arti di Roma, 5 novembre 1951.

### Teatro di rivista
- Tre per tre... Nava di Faele, Mario Ferretti, Carlo Silva e Italo Terzoli, regia di Marcello Marchesi, Teatro Sistina di Roma, 1953.
- Festival di Age, Scarpelli, Marcello Marchesi, Dino Verde e Orio Vergani, orchestra Armando Trovajoli, regia di Luchino Visconti, Teatro Nuovo di Milano, 14 ottobre 1954.
- Gli italiani sono fatti così di Vittorio Metz, Marcello Marchesi e Dino Verde, regia di Marcello Marchesi, Teatro Lirico di Milano, 6 marzo 1957.

### Commedia musicale
- Un trapezio per Lisistrata di Garinei e Giovannini, musiche di Gorni Kramer, con Delia Scala, Nino Manfredi, Paolo Panelli, Mario Carotenuto, Eliana Silli, Ave Ninchi e Quartetto Cetra, Teatro Sistina di Roma, 24 ottobre 1958.
- Rugantino di Pietro Garinei, Sandro Giovannini, Pasquale Festa Campanile, Massimo Franciosa e Luigi Magni, musiche di Armando Trovajoli, con Nino Manfredi, Lea Massari, Aldo Fabrizi, Bice Valori, Marisa Belli, Toni Ucci, Fausto Tozzi, Carlo Delle Piane, Lando Fiorini e Luciano Bonanni, Teatro Sistina di Roma, 15 dicembre 1962.[20]

## Varietà televisivi Rai

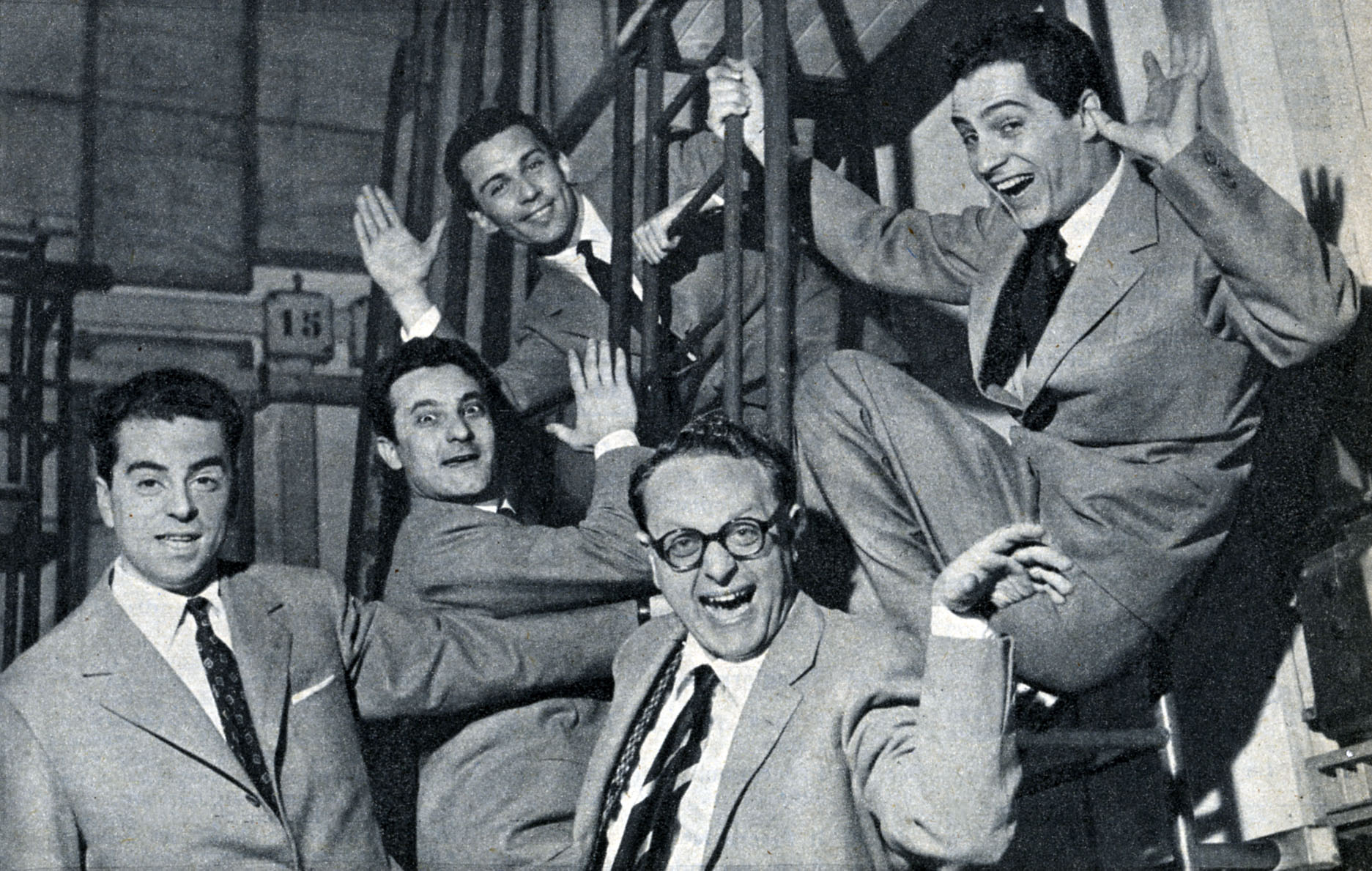
Manfredi (a destra) con Raffaele Pisu, Pierluigi Pelitti, Paolo Ferrari e Gianni Bonagura nella compagnia del Teatro di rivista della Rai di Roma nel 1954

- Canzoni da guardare, con Tina De Mola, Elena Giusti, Carlo Dapporto, Ray Martino, Rino Salviati, Gianni Bonagura, Paolo Ferrari, Nino Manfredi, Raffaele Pisu, 2 puntate dall'8 marzo 1954 al 19 aprile 1954, programma nazionale.
- Fuori programma, varietà musicale presentato da Elio Pandolfi, Raffaele Pisu e Nino Manfredi, regia di Vito Molinari, trasmesso il 30 gennaio 1955.
- La piazzetta, con Diana Dei, Alba Arnova, Paolo Ferrari, Nino Manfredi, 1956.
- Canzonissima di Garinei e Giovannini con la collaborazione di Dino Verde e Lina Wertmüller, regia di Antonello Falqui, orchestra diretta da Bruno Canfora, con Delia Scala, Nino Manfredi e Paolo Panelli, coreografie di Don Lurio, 1959-1960.
- Momento magico, con Nino Manfredi, a cura di Mino Caudana e Nino Conti, regia di Enzo Trapani, trasmesso il 12 marzo 1960
- Spettacolo di Varietà, regia di Antonello Falqui, orchestra diretta da Gorni Kramer, presenta Nino Manfredi dal Teatro Impero di Varese alle ore 22:05 di mercoledì 31 maggio 1961.
- Gran galà per Hanna & Barbera (1989), con Maria Teresa Ruta, Ciccio Ingrassia e Franco Franchi.
- L'Attesa, speciale de La Banda dello Zecchino per la festività natalizia, andato in onda la notte del 24 dicembre 1998.

## Prosa radiofonica Rai
- Angeli e colori di Carlo Linati, regia di Pietro Masserano Taricco, trasmessa il 6 maggio 1950.
- La Waterloo del signor Pratt, radiocommedia di Gielguld e Wade, regia di Pietro Masserano Taricco, trasmessa il 3 agosto 1950
- Sei personaggi in cerca d'autore di Luigi Pirandello, regia Orazio Costa, trasmessa il 8 dicembre 1950.
- Vita di Pulcinella, radiocommedia di Nepomucene Jonquille, regia di Anton Giulio Majano, trasmessa il 5 febbraio 1951
- Displaced persons, radiocommedia di Vito Blasi e Anna Maria Meneghini, regia di Franco Rossi, trasmessa 1951
- Le case del vedovo, di George Bernard Shaw, regia di Orazio Costa, trasmessa il 22 aprile 1951.
- L'eccezione e la regola, di Berthold Brecht, regia di Eric Bentley, trasmessa il 15 maggio 1951.
- Scontro nella notte, dramma di Clifford Odets. con Tino Buazzelli, Anna Proclemer e Nino Manfredi, regia Mario Ferrero 1951.
- Gli allegri pezzenti, di Robert Burns, regia di Anton Giulio Majano, trasmessa il 11 agosto 1951.
- La domenica della buona gente, radiodramma di Vasco Pratolini e Gian Domenico Giagni, regia di Anton Giulio Majano, trasmessa il 19 agosto 1952.
- Giallo in jazz, di Gino Magazù, con Stefano Sibaldi, Luisa Rossi, Nino Manfredi 1956.
- L'ispettore generale, di Nicolai Gogol con Nino Manfredi e Bice Valori regia di Anton Giulio Maiano, trasmessa l'8 giugno 1953.
- Le preziose ridicole, di Molière, regia di Marco Visconti, trasmessa il 26 maggio 1956
- L'opera dei mendicanti, di John Gay, musiche di Benjamin Britten, regia di Nino Meloni, trasmessa il 20 maggio 1958.

## Varietà radiofonici Rai
- Facciamo la rivista, varietà settimanale di Guasta, Ricci e Romano, regia di Silvio Gigli, trasmessa gennaio aprile 1953.
- Zibaldone n. 7, varietà con Nino Mafredi, Gianna Piaz e Paolo Ferrari, trasmesso il 9 agosto 1954.
- Allegretto, quasi una rivista di Romildo Craveri, regia di Guglielmo Morandi, trasmessa il 9 gennaio 1955.
- Il ventilatore, rivista di Antonio Amurri e Castaldo, regia di Gino Magazù, trasmessa giugno-settembre 1955.
- Trasmissione Primavera, Incontro con i giovani d'oggi, presentano Nino Manfredi, Gianni Bonaugura ed Edmonda Aldini, complesso diretto da Aurelio Ciarallo, secondo programma estate 1955.
- Il parapioggia, varietà di Antonio Amurri e Castaldo, regia di Gino Magazù, autunno 1955.
- Rosso e nero n° 2 di Faele, Antonio Amurri, Sergio Ricci e Carlo Romano, regia di Riccardo Mantoni, orchestra diretta da Riz Ortolani, presentano Nino Manfredi, Paolo Ferrari e Gianni Bonagura con Corrado, 1955-1956.
- Il labirinto di Mario Brancacci, Dino Verde, Bernardino Zapponi, regia di Nino Meloni, con Nino Manfredi e Isa Bellini e la Compagnia del teatro comico musicale di Roma 1955-1956.[21]
- Programma del mattino, varietà radiofonico con Nino Manfredi e Isa Bellini, dal 30 luglio al 4 agosto 1956.

## Doppiaggio
- Marcello Mastroianni in Parigi è sempre Parigi, Le ragazze di piazza di Spagna, Il viale della speranza
- Gérard Philipe in Fanfan la Tulipe, Le belle della notte
- Bud Abbott in Africa strilla
- Giorgio Berti in Un eroe dei nostri tempi
- Mike Bongiorno in I miliardari
- Antonio Cifariello in La bella di Roma
- Alberto De Amicis in Il bidone
- Franco Fabrizi in I vitelloni
- Ennio Girolami in Le notti di Cabiria
- Paul Guilfoyle in Non mi ucciderete
- Earl Holliman in Il pianeta proibito
- Antonio La Raina in Pane, amore e...
- Robert Mitchum in Sette settimane di guai
- Sergio Raimondi in Piccola posta
- Renato Salvatori in La domenica della buona gente
- Florindo Stocchi in Gli eroi della domenica
- Bobo in L'apetta Giulia e la signora Vita
- Voce narrante in Totò, Fabrizi e i giovani d'oggi

Nino Manfredi con Isa Bellini, nel programma radiofonico "Il Labirinto" (1955)

## Riconoscimenti
- David di Donatello

Nino Manfredi riceve il premio speciale al David di Donatello del 1990. Al suo fianco Stefania Sandrelli

  - 1968 – Targa d'oro per Italian Secret Service e Il padre di famiglia
  - 1969 – Miglior attore protagonista per Vedo nudo
  - 1970 – Miglior attore protagonista per Nell'anno del Signore
  - 1971 – David Speciale
  - 1974 – Miglior attore protagonista per Pane e cioccolata
  - 1976 – Miglior sceneggiatura – Attenti al buffone
  - 1978 – Miglior attore protagonista per In nome del Papa Re
  - 1984 – Targa speciale
  - 1990 – Premio Alitalia

- Festival di Cannes
  - 1971 – Migliore opera prima per Per grazia ricevuta

- Nastro d'argento
  - 1966 – Candidatura al miglior attore protagonista per La ballata del boia
  - 1966 – Miglior attore protagonista per Questa volta parliamo di uomini
  - 1970 – Miglior attore protagonista per Nell'anno del Signore
  - 1971 – Miglior soggetto e Migliore sceneggiatura per Per grazia ricevuta
  - 1976 – Candidatura al miglior attore protagonista Attenti al buffone
  - 1977 – Candidatura al miglior attore protagonista – Brutti, sporchi e cattivi
  - 1978 – Miglior attore protagonista per In nome del Papa Re
  - 1980 – Miglior attore protagonista per Café Express

- Ciak d'oro
  - 1986 – Candidatura a migliore attore non protagonista – Il tenente dei carabinieri[22][23]

- Globo d'oro
  - 1971 – Miglior opera prima – Per grazia ricevuta
  - 1975 – Premio alla carriera
  - 1982 – Miglior attore – Spaghetti House e Testa o croce
  - 1987– Miglior attore per Secondo Ponzio Pilato

- Grolla d'oro
  - 1965 – Miglior attore per Il gaucho
  - 1971 – Miglior regista esordiente per Per grazia ricevuta
  - 1974 – Miglior attore per Pane e cioccolata

## Doppiatori italiani
In qualche film, all'inizio della sua carriera cinematografica, Manfredi è stato doppiato da:
- Stefano Sibaldi in Monastero di Santa Chiara, Prigioniera della torre di fuoco
- Giuseppe Rinaldi in Torna a Napoli
- Corrado in La domenica della buona gente (in questo caso perché già impegnato a doppiare Renato Salvatori presente nello stesso film).

## Discografia

### Album in studio
- 1971 – Per grazia ricevuta (con Guido e Maurizio De Angelis)
- 1971 – Trastevere (con Guido e Maurizio De Angelis)
- 1972 – Nino Manfredi
- 1976 – Tanto pe' cantà
- 1982 – Nino Manfredi Hit Parade International

### Raccolte
- 2003 – I grandi successi

### Singoli
- 1963 – Roma nun fa' la stupida stasera (con Lea Massari)/Ballata di Rugantino (CAM, CA-2467)
- 1965 – Queste parole son mandorle amare/Tu non sei madame Curie (RCA Italiana, PM-3315)
- 1970 – Tanto pe' cantà/Affaccete Nunziata (IT, ZT-7003)
- 1970 – Dialogo tra due elettori al disopra di ogni sospetto (con Gianni Bonagura)/Noi siamo (canta Anna Casalino) (disco propaganda PSI)
- 1971 – Per grazia ricevuta/Me pizzica,... me mozzica (IT, ZT-7010)
- 1971 – W S.Eusebio (La processione)/Me pizzica,... me mozzica (IT, ZT-7014)
- 1971 – Trastevere/M'è nata all'improvviso una canzone (IT, ZT-7026)
- 1971 – Trastevere/M'è nata all'improvviso una canzone (IT, ZT-7030)
- 1972 – Storia di Pinocchio/Andrea Pinocchio (canta Andrea Balestri) (IT, ZT-7031)
- 1972 – Girolimoni/Fataltango (IT, ZT-7039)
- 1973 – Cuore con la 'Q'/Almeno una volta all'anno (IT, ZT-7042)
- 1978 – Tarzan lo fa/Tarzan lo fa (versione strumentale) (Fonit Cetra, SPB-55)
- 1979 – La panzanella/La panzanella (versione strumentale) (Pull, QSP-1027)
- 1980 – La pennichella/Lei non sa chi sono io! (Durium, LD AI-8080)
- 1982 – La frittata/La ballata di sedie e poltrone (CBS, CBS A 2032)
- 1982 – Un filo/L'arpa di Soho
- 1983 – Canzone pulita/Canzone pulita (versione strumentale) (Best Sound, BS 101)
- 1983 – Che bello sta' co' te/Per Daniela (Adagio) (IT, ZBT 7349)
- 1991 – Viale del re/La ballata di Ciceruacchio (IT, VINX 259)
- 2014 – Non lasciare Roma (singolo digitale)

## Opere letterarie
- Proverbi e altre cose romanesche, Quart, Musumeci, 1983. ISBN 88-7032-137-1.
- Viva gli sposi! Appunti di vita coniugale, Milano, Rizzoli, 1984. ISBN 88-07-14083-7.
- La vera alimentazione mediterranea, Quart, Musumeci, 1985. ISBN 88-7032-215-7.
- Nudo d'attore, in collaborazione con Antonio Cocchia, Milano, A. Mondadori, 1993. ISBN 88-04-33207-7.

## Nella cultura di massa

### Dediche

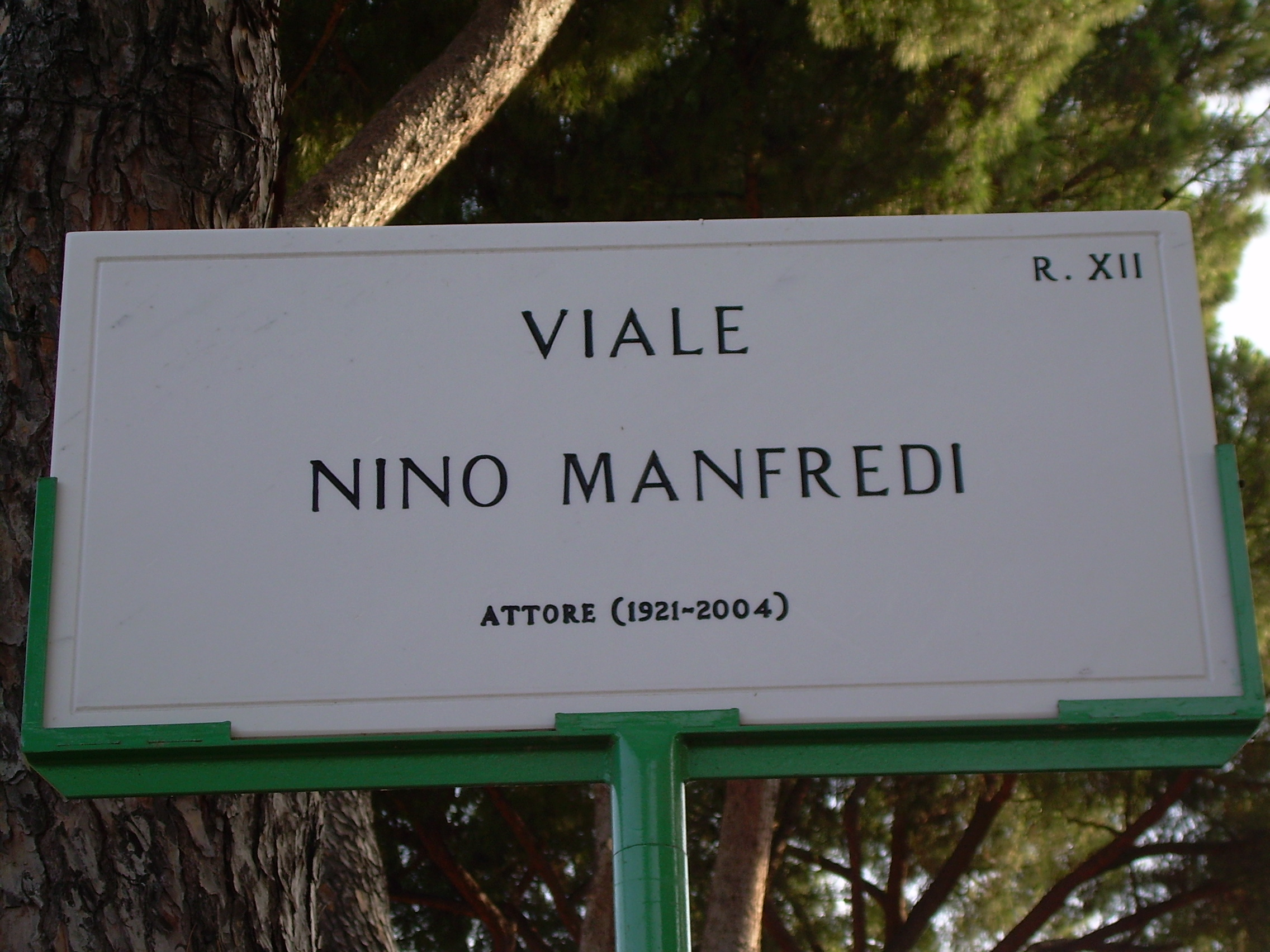
Targa del viale nel Giardino degli Aranci a Roma

- Nel quartiere Ostia, gli è stato intitolato un teatro, inaugurato il 30 settembre 2005.
- La città di Roma, nel 2006, ha dedicato a Manfredi un viale nel Giardino degli Aranci.
- L'osservatorio astronomico di Campocatino, con una cerimonia svoltasi il 5 febbraio 2007 presso il salone dell'Amministrazione provinciale di Frosinone, ha ribattezzato l'asteroide 2002 NJ34 col suo nome, 73453 Ninomanfredi, in sua memoria.
- A Pastena, nel 2008, è stato istituito il Premio Manfredi da assegnarsi a personaggi del mondo dello spettacolo, dello sport e della cultura che si siano contraddistinti per le loro gesta ed etica professionale.[26]
- I Nastri d'argento, dal 2009, hanno un premio a lui intitolato.[27]
- Il MonteCarlo Film Festival gli ha intitolato il premio come artista più eclettico dell'anno.
- La città di Frosinone, nel 2011, ha lanciato il Festival del Cinema della Ciociaria "Nino Manfredi". Dedicato a Manfredi anche il premio principale della manifestazione, il "Nino d'oro".[28]
- La città di Grosseto gli ha dedicato una via nel nuovo quartiere del Casalone.
- La Rai il 25 settembre 2017 ha messo in onda il film In arte Nino, imperniato sugli inizi di carriera di Nino Manfredi.
- Il 21 giugno 2014 il comune di Castro dei Volsci, suo paese natale, gli intitola il Centro culturale polifunzionale, e istituisce nella stessa sede una mostra permanente sull'attore. Nella stessa giornata le Poste italiane gli dedicano un annullo speciale.
- La Rai il 22 marzo 2021, in occasione del centenario della nascita, gli dedica il documentario Uno, nessuno, cento Nino, scritto e diretto dal figlio Luca Manfredi.
- Le Poste Italiane il 30 aprile 2021 gli hanno dedicato un francobollo del valore di 1,10 € appartenente alla serie "Le eccellenze italiane dello spettacolo".